# Dukhovsxina
Dukhovsxina - Духовщина (rus) - és una ciutat de l'óblast de Smolensk (Rússia) a la riba del Vostitsa, a 57 km al nord-est de Smolensk. A la ciutat hi ha el monestir de Dúkhov, construït el segle xiii, d'on prové el nom de la ciutat, i adquirí l'estatus de ciutat el 1777.